# Elefszína (kikötő)
Az Elefszína görög városról szóló szócikket lásd: Elefszína
Elefszína az ókorban hadikikötő volt Szantorini sziget déli részén.
A sziget urai Nagy Sándor halála után a Ptolemaioszok lettek, akik nagyszabású építkezésekbe kezdtek Szantorinin. Ekkor építették a hadikikötőt is, ami hozzájárult a természeti katasztrófáktól korábban sokat szenvedett sziget életének újbóli felpezsdítéséhez. A római uralom idején Szantorini jelentősége ismét csökkent.